# Lucia Repašská
Lucia Repašská (* 11. května 1985) je slovenská divadelní režisérka a umělecká ředitelka brněnského divadla D'epog.
V roce 2010 vystudovala činoherní režii na Divadelní fakultě Janáčkovy akademie múzických umění v Brně v ateliéru Arnošta Goldflama (v roce 2008 titul BcA., v roce 2010 titul MgA.), roku 2015 dokončila na též fakultě doktorské studium (titul Ph.D.).
Během studia absolvovala zahraniční pracovní stáže v Polsku (PWST Krakow) a Dánsku (Odin Teatret), kde spolupracovala s významnými osobnostmi evropského divadla (Krystian Lupa, Bogdan Hussakowski, Eugenio Barba), jež výrazně ovlivnily její přístup k umělecké tvorbě. V roce 2015 publikovala knihu Dekompoziční principy v inscenační tvorbě založenou na její dizertační práci. Působí v Kabinetu pro výzkum divadla a dramatu JAMU a v rámci svého uměleckého výzkumu se věnuje divácké percepci ve spolupráci s laboratoří pro experimentální humanitní vědy HUME Lab. Kromě výzkumu a režijní praxe se rovněž zabývá pedagogickou činností formou seminářů a workshopů.